# Костылева (Тюменский район)
Костылева — деревня в Тюменском районе Тюменской области России. Входит в Червишевское муниципальное образование.

## География
Расположено на речке Балде, в 10 км от её устья и в 17 км от села Червишево.

## История
Основано во второй половине XVII века. В 1936 г. деревня Большая Балда переименовано в Костылева в честь первых большевиков деревни Спиридона и Андрея Костылевых .

## Население
| 2010 |
| ---- |
| 61   |